# Čeněk Liška
Čeněk Liška (* 18. února 1930, Plzeň) je bývalý československý hráč ledního hokeje.

## Klubové statistiky
| Sezona     | Klub             | Soutěž     | Základní část | Základní část | Základní část | Základní část | Základní část | Play off | Play off | Play off | Play off | Play off |
| Sezona     | Klub             | Soutěž     | Z             | G             | A             | B             | TM            | Z        | G        | A        | B        | TM       |
| ---------- | ---------------- | ---------- | ------------- | ------------- | ------------- | ------------- | ------------- | -------- | -------- | -------- | -------- | -------- |
| 1950-51    | Spartak LZ Plzeň | TCH        | —             | —             | —             | —             | —             | —        | —        | —        | —        | —        |
| 1951-52    | Spartak LZ Plzeň | TCH        | 9             | 3             | 0             | 3             | —             | —        | —        | —        | —        | —        |
| 1952-53    | ČH Bratislava    | TCH-2      | —             | —             | —             | —             | —             | —        | —        | —        | —        | —        |
| 1953-54    | Rudá hvězda Brno | TCH        | 14            | 2             | 2             | 4             | —             | —        | —        | —        | —        | —        |
| 1954-55    | Spartak LZ Plzeň | TCH        | 14            | 6             | 0             | 6             | —             | —        | —        | —        | —        | —        |
| 1955-56    | Spartak LZ Plzeň | TCH        | 12            | 6             | 0             | 6             | —             | —        | —        | —        | —        | —        |
| 1956-57    | Spartak LZ Plzeň | TCH        | 22            | 9             | 0             | 9             | —             | —        | —        | —        | —        | —        |
| 1957-58    | Spartak LZ Plzeň | TCH        | 22            | 4             | 0             | 4             | —             | —        | —        | —        | —        | —        |
| 1958-59    | Spartak LZ Plzeň | TCH        | 21            | 3             | 0             | 3             | —             | —        | —        | —        | —        | —        |
| 1959-60    | Spartak LZ Plzeň | TCH        | 18            | 13            | 0             | 13            | —             | —        | —        | —        | —        | —        |
| 1960-61    | Spartak LZ Plzeň | TCH        | 29            | 11            | 0             | 11            | —             | —        | —        | —        | —        | —        |
| 1961-62    | Spartak LZ Plzeň | TCH        | 25            | 8             | 0             | 8             | —             | —        | —        | —        | —        | —        |
| 1962-63    | Spartak LZ Plzeň | TCH        | 28            | 5             | 0             | 5             | —             | —        | —        | —        | —        | —        |
| 1963-64    | Spartak LZ Plzeň | TCH        | 24            | 4             | 0             | 4             | —             | —        | —        | —        | —        | —        |
| 1964-65    | Spartak LZ Plzeň | TCH        | 27            | 4             | 0             | 4             | —             | —        | —        | —        | —        | —        |
| 1965-66    | TJ Škoda Plzeň   | TCH        | —             | —             | —             | —             | —             | —        | —        | —        | —        | —        |
| TCH celkem | TCH celkem       | TCH celkem | 265           | 78            | 2             | 80            | —             | —        | —        | —        | —        | —        |